# Bernd Kreimeier
Bernd Kreimeier (* 1. Oktober 1964 in Frankfurt am Main) ist ein deutscher Programmierer und Science-Fiction-Schriftsteller.

## Leben
Nach seinem Physikstudium ging Kreimeier in die Forschung und Lehre. Seit 1997 lebt er als Schriftsteller in Irland. Neben seiner schriftstellerischen Tätigkeit arbeitet Kreimeier auch weiterhin als Programmierer.
Seine Trilogie Seterra wurde 1986 mit dem Phantastik-Preis der Stadt Wetzlar ausgezeichnet. Seine Kurzgeschichte Borgen wurde bei der Vergabe zum Deutschen Science Fiction Preis 1999 auf den vierten, seine Kurzgeschichte Tag eines Handlungsreisenden 1999 auf den siebten Rang gewählt. Borgen wurde auch für den Kurd-Laßwitz-Preis 1999 nominiert, so wie auch die Kurzgeschichte Feed/Back.
Als Programmierer ist Kreimeier an verschiedenen Spielen als Coder beteiligt, beispielsweise bei Oddworld: Munch’s Oddysee (2001), Soldier of Fortune: Gold Edition (2001), Heretic 2 (1999), zeitweilig auch als Produzent (Quake III Arena (Elite Edition), 1999) oder als Spieleentwickler (Call of Duty: Ghosts, 2013).

## Bibliografie

### Romane
- 1986: Seterra I – Die Trägheit der Masse. Verlag Wilhelm Goldmann GmbH, München 1986. ISBN 3-442-23480-8.
- 1987: Seterra II – Die Macht der Ursache. Verlag Wilhelm Goldmann GmbH, Januar 1987. ISBN 3-442-23481-6.
- 1987: Seterra III – Die Erhaltung der Wirklichkeit. Verlag Wilhelm Goldmann GmbH, Januar 1987. ISBN 3-442-23482-4.

### Kurzgeschichten
- 1981: Der Grund (in Thomas Le Blanc, Herbert W. Franke und Peter Wilfert, Beteigeuze, Goldmann)
- 1981: Ultima Esperanza (in Thomas Le Blanc und Peter Wilfert, Canopus, Goldmann Science-Fiction)
- 1982: ...die solche Menschen hat (in Thomas Le Blanc, Deneb, Goldmann)
- 1983: Es führt kein Weg zurück (in Thomas Le Blanc, Ganymed, Goldmann)
- 1983: Verloren ist Shalem (Goldmann Fantasy Foliant I)
- 1983: Die Nacht der Wahrheit (in Jörg Weigand, Vergiss Nicht den Wind; Bastei Fantasy)
- 1983: Berg der Gräber (in Thomas Le Blanc, Formalhaut, Goldmann)
- 1983: Nacht und Morgenrot (in Goldmann Fantasy Foliant II)
- 1985: Die Wasserfeste (in Thomas Le Blanc Jupiter, Goldmann)
- 1988: Introspektion (c’t 10/88)
- 1998: Feed/Back  (c’t 11/98 und c’t 12/98)
- 1998: Borgen (in c’t 25–26/98)
- 1998: Toren-Test (c’t 21/98)
- 1999: Tag eines Handlungsreisenden (in c’t 08/99)
- 1999: Zeit des Jägers (in Wolfgang Hohlbeins Fantasy Selection 1999, Weitbrecht)

### Sachbücher / Artikel
- 1988: Wohnmaschine und Simulierte Intelligenz (c’t 8/88)
- 1999: Willkommen im Augment (c’t 6/99)
- 2001: The Story of OpenAL (Linux Journal #81)
- 2002: The Case For Game Design Patterns (Gamasutra.com)